# Drepanophora lateralis
Drepanophora lateralis is een mosdiertjessoort uit de familie van de Lepraliellidae. De wetenschappelijke naam van de soort is voor het eerst geldig gepubliceerd in 1895 door MacGillivray.